# Fabricio Persia

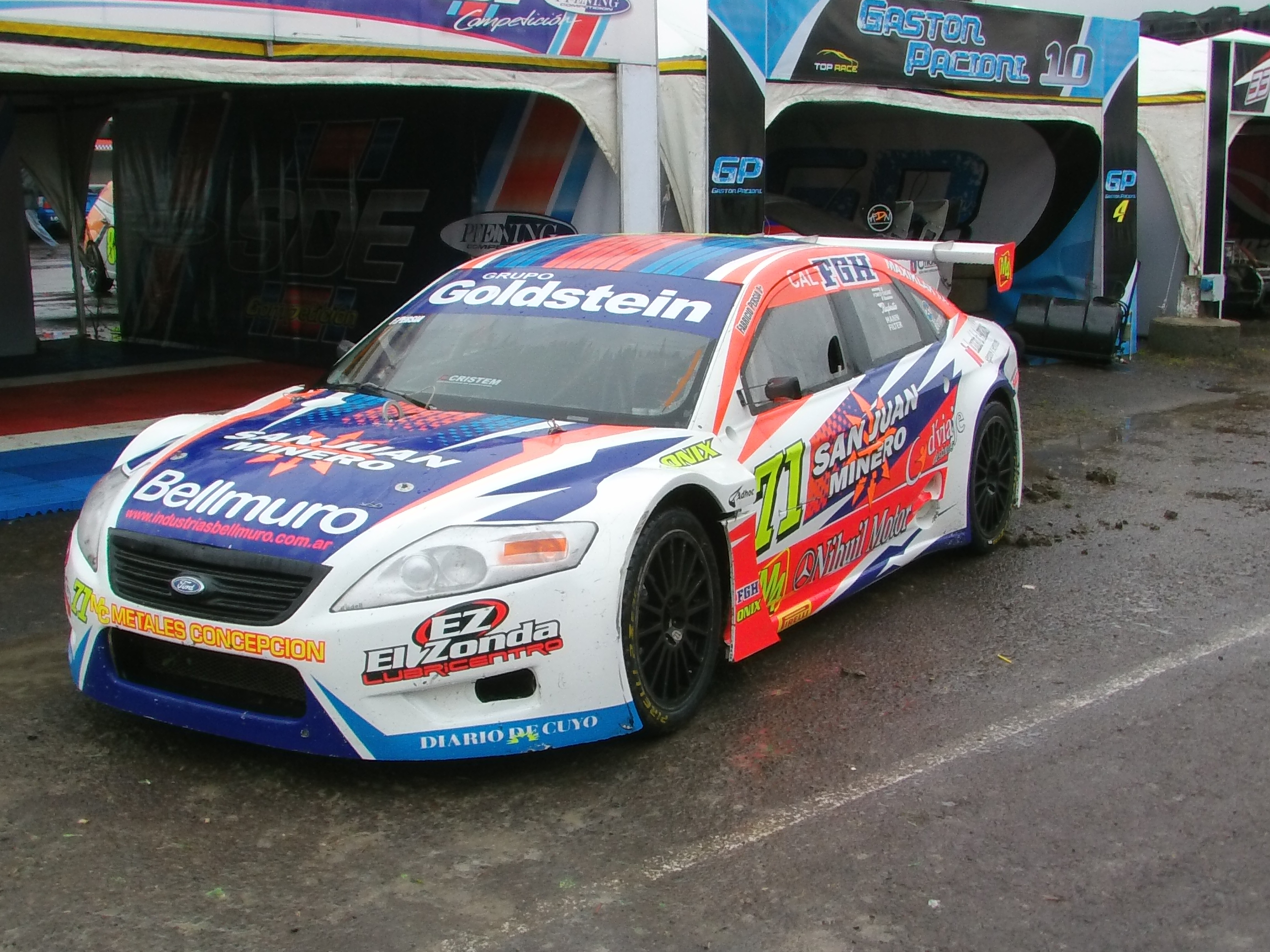
Unidad Ford Mondeo III de la categoría argentina Top Race Series, atendida por el SDE Competición en el año 2013 y piloteada por Fabricio Persia.

Fabricio Javier Persia (n. 21 de julio de 1988, San Juan de la Frontera, Provincia de San Juan) es un piloto argentino de automovilismo de velocidad. Desarrolló su carrera deportiva en categorías zonales de automovilismo, incursionando más tarde a nivel nacional en las categorías Turismo Nacional y  Top Race donde se desempeñó en las divisiones nacionales Junior y Series, como así también en la división zonal TR NOA.
Debutó a nivel nacional en el año 2010 compitiendo en la Clase 2 del Turismo Nacional, volviendo luego a competir en el Zonal Cuyano. En la divisional Top Race Junior debutó en el año 2012, alcanzando en el 2013 su primer y único triunfo, el cual al mismo tiempo fue durante la última competencia de dicha divisional luego de su primera refundación, la cual se corrió el 26 de mayo de 2013 en el Autódromo Eusebio Marcilla de la ciudad de Junín. Debido a que en esa ocasión, la división Junior fue desactivada y años más tarde refundada con un nuevo parque automotor, Persia se convirtió en el último ganador histórico de esta divisional con su primitivo parque automotor.
En el año 2014 incursionó en la división zonal Top Race NOA, donde al comando de un Ford Mondeo II alcanzaría el subcampeonato de la temporada, a la vez de haber establecido un récord de 5 victorias consecutivas en esta categoría. Tras esta consagración retornó al ámbito nacional en 2015, compitiendo en la Top Race Series, divisional en la que había debutado en el año 2013 tras la cancelación de la TR Junior y de la cual volvió a sumar otro subcampeonato en el año 2016.
Durante su paso por estas categorías, identificó a sus unidades con el número 71. A la par de sus incursiones en las divisonales de Top Race, compitió también en las Clases 1 y 2 y Promocional 1.4 del Zonal Cuyano.

## Biografía
Nacido en el seno de una familia identificada con el ambiente deportivo motor de la Provincia de San Juan, Fabricio Persia forma parte junto a su hermano Fernando Ariel de la tercera generación de una familia de pilotos, de la cual su abuelo Fernando Persia Contenti inició la tradición familiar en los años '60, siendo además miembro fundador de la Asociación Sanjuanina de Volantes, junto a figuras como Eduardo Copello o Julio Gelón Devoto ("Ampacama"). A él lo siguió en sus pasos su hijo, Fernando Persia Cricco, quien compitió activamente en las carreras del Zonal Cuyano, llegando a proclamarse 6 veces campeón de la Clase 1 de esta categoría. De su unión con Rosa Catalina Menzo, llegaron finalmente los integrantes de la tercera generación de pilotos dentro de la familia Persia, de la cual Fabricio es el tercero de cuatro hermanos y el segundo en profesar la actividad deportiva.
En ese sentido, la actividad de Fabricio en el deporte motor se inició en el año 1999 compitiendo en zonales de karting, ámbito en el que se desempeñó hasta el 2008, cuando le llegó su oportunidad de debutar profesionalmente en el automovilismo de velocidad. Precisamente, sus primeros pasos los dio compitiendo en la Clase 1 del Zonal Cuyano, al comando de un Fiat 600 que fue propiedad de su padre Fernando y con la atención de su hermano Ariel. La suma de experiencia en este tipo de vehículos, lo llevó un año después a subir de categoría, compitiendo en esta oportunidad en la Clase 2 al comando de un Volkswagen Gol que pertenecía a su hermano Ariel.
En 2010 se dio el debut a nivel nacional, al subirse a un Renault Clio de la Clase 2 del Turismo Nacional atendido por el equipo del ex-campeón de la especialidad Norberto Della Santina y teniendo a su hermano mayor Ariel como compañero de equipo. La incursión en esta categoría no pasó de esa temporada, por lo que en 2011 retornó al Volkswagen Gol de la Clase 2 del Zonal Cuyano. Su actuación en esta categoría, fue objeto de atención por parte del equipo SDE Competición, que buscando renovar su plantel de cara al retorno de la divisional Top Race Junior en 2012, lo convocó para competir al comando de uno de sus Ford Mondeo II. Con el 71 pintado en sus laterales, Fabricio desarrolló un muy buen torneo, culminando en la tercera colocación del campeonato, a pesar de no haber conseguido victorias.
En 2013, la actividad continuó en el Junior. Sin embargo, el panorama mostraba a una divisional visiblemente desmejorada, no llegando a la decena de pilotos en cada una de las competencias, lo que hacía presagiar la futura cancelación de la categoría. Esta alternativa se terminó dando al final de la quinta fecha, donde justamente Persia tendría el honor de ser el último ganador de esa etapa en la historia de la categoría. Tras la cancelación del Top Race Junior y su reemplazo por la divisional zonal Top Race NOA, la mayoría de los competidores ex-Junior optaron por continuar compitiendo dentro de la divisional Top Race Series. En sintonía con ellos, Persia siguió ligado al SDE Competición debutando al comando de un Ford Mondeo III, siempre con el 71 en sus laterales.

## Resumen de carrera
| Año  | Categoría                                | Marca             |
| ---- | ---------------------------------------- | ----------------- |
| 2008 | Debut en la Clase 1 del Zonal Cuyano     | Fiat 600          |
| 2009 | Debut en la Clase 2 del Zonal Cuyano     | Volkswagen Gol    |
| 2010 | Debut en la Clase 2 del Turismo Nacional | Renault Clio      |
| 2011 | Clase 2 del Zonal Cuyano                 | Volkswagen Gol    |
| 2012 | Debut en Top Race Junior                 | Ford Mondeo II    |
| 2013 | Top Race Junior                          | Ford Mondeo II    |
| 2013 | Debut en Top Race Series                 | Ford Mondeo III   |
| 2014 | Debut en Top Race NOA, Subcampeón        | Ford Mondeo II    |
| 2015 | Top Race Series                          | Mercedes-Benz CLA |
| 2015 | Debut en Promocional 1.4                 | Fiat Uno          |
| 2016 | Subcampeón Top Race Series               | Mercedes-Benz CLA |
| 2017 | Top Race Series                          | Fiat Linea        |

- [9]

## Resultados

### Top Race
| Temporada | Categoría       | Vehículo            | Equipo                   | Posición Final   |
| --------- | --------------- | ------------------- | ------------------------ | ---------------- |
| 2012      | Top Race Junior | Ford Mondeo II      | SDE Competición          | 3.º (144 puntos) |
| 2013      | Top Race Junior | Ford Mondeo II      | SDE Competición          | 4.º (88 puntos)  |
| 2013      | Top Race Series | Ford Mondeo III     | SDE Competición          | 14 (33 puntos)   |
| 2014      | Top Race NOA    | Ford Mondeo II      | SDE Competición          | 2.º (133 puntos) |
| 2015      | Top Race Series | Mercedes-Benz CLA   | ABH Sport                | 3.º (240 puntos) |
| 2016      | Top Race Series | Mercedes-Benz CLA   | SDE Competición          | 2.º (145 puntos) |
| 2017      | Top Race Series | Fiat Linea          | Fiat Octanos Competición | 4.º (148 puntos) |
| 2017      | Top Race Series | Fiat Tipo II        | Fiat Octanos Competición | 4.º (148 puntos) |
| 2018      | Top Race Series | Toyota Corolla E170 | JLS Motorsport           | 16.º (18 puntos) |
| 2019      | Top Race Series | Chevrolet Cruze II  | Inbest Racing            | 2.º (183 puntos) |
| 2020      | Top Race V6     | Chevrolet Cruze     | SDE Inbest Racing        | 9º (36 puntos)   |
| 2021      | Top Race V6     | Chevrolet Cruze     | SDE San Juan             | 4º (159 puntos)  |
| 2022      | Top Race V6     | Chevrolet Cruze     | SDE San Juan             |                  |

### TC 2000
| Año  | Equipo                | Auto           | 1    | 2    | 3     | 4     | 5    | 6    | 7   | 8   | 9  | 10 | 11  | 12   | 13    | 14    | 15     | 16     | 17    | 18    | 19  | 20  | 21  | 22  | 23  | Res. | Puntos |
| ---- | --------------------- | -------------- | ---- | ---- | ----- | ----- | ---- | ---- | --- | --- | -- | -- | --- | ---- | ----- | ----- | ------ | ------ | ----- | ----- | --- | --- | --- | --- | --- | ---- | ------ |
| 2016 |                       |                | SMM  | SMM  | CON I | CON I | BA I | BA I | SJO | SJO | LP | LP | CDU | CDU  | BA II | BA II | CON II | CON II | RAF   | RAF   | AG  | RC  | RC  | PAR | PAR | -    | -      |
| 2016 | Litoral Group         | Fiat Linea     |      |      |       |       |      |      |     |     |    |    |     |      |       |       |        |        |       |       | 14† |     |     |     |     | -    | -      |
| 2018 |                       |                | AG I | AG I | CDU   | CDU   | CON  | CON  | RC  | RC  | BA | LP | LP  | SL I | SL I  | AG II | SMM    | SMM    | SL II | SL II | ROS | ROS | PAR | PAR |     | 17.º | 97     |
| 2018 | Escudería Fela Junior | Ford Focus III | Ret  | Ret  | 8     | 10    | Ret  | Ex.  |     |     |    |    |     |      |       |       |        |        |       |       |     |     |     |     |     | 17.º | 97     |
| 2018 | Escudería Fela        | Ford Focus III |      |      |       |       |      |      | 5   | 12  | 11 | 11 | 16† | 16   | 6     | 6     |        |        |       |       |     |     |     |     |     | 17.º | 97     |

## Palmarés
| Título     | Categoría       | Automóvil          | Año  |
| ---------- | --------------- | ------------------ | ---- |
| Subcampeón | Top Race NOA    | Ford Mondeo II     | 2014 |
| Subcampeón | Top Race Series | Mercedes-Benz CLA  | 2016 |
| Subcampeón | Top Race Series | Chevrolet Cruze II | 2019 |